# Boris McGiver
Boris McGiver (Cobleskill, 23 de janeiro de 1962) é um ator norte-americano. 
Filho do ator John McGiver, nasceu em Cobleskill, pequeno distrito que pertence ao Condado de Schoharie, Nova Iorque. Iniciou a carreira de ator aos 6 anos de idade, quando trabalhou na telenovela One Life to Live, em sua primeira temporada, no ano de 1968. Sua próxima atuação ocorreu 19 anos depois, quando trabalhou com Hector Babenco em Ironweed, filme de 1987.
Dedicando-se ao cinema e em filmes e séries para televisão, ganhou projeção internacional com atuações de destaque em The Pink Panther, Law & Order, Lincoln, White Collar e House of Cards.